# کینگبورد هلدینگ
کینگبورد هلدینگ (انگلیسی: Kingboard Holdings) شرکت صنایع شیمیایی چینی است، که در سال ۱۹۸۸ تأسیس شد.